# Eragrostis basedowii
Eragrostis basedowii là một loài thực vật có hoa trong họ Hòa thảo. Loài này được Jedwabn. mô tả khoa học đầu tiên năm 1923.